# Кві-най-елт-Вілледж (Вашингтон)
Кві-най-елт-Вілледж (англ. Qui-nai-elt Village) — переписна місцевість (CDP) в США, в окрузі Ґрейс-Гарбор штату Вашингтон. Населення — 320 осіб (2020).

## Географія
Кві-най-елт-Вілледж розташоване за координатами 47°15′1″ пн. ш. 124°11′25″ зх. д. / 47.25028° пн. ш. 124.19028° зх. д. (47.250201, -124.190175).  За даними Бюро перепису населення США в 2010 році переписна місцевість мала площу 1,90 км², уся площа — суходіл.

## Демографія
Згідно з переписом 2010 року, у переписній місцевості мешкали 54 особи в 16 домогосподарствах у складі 12 родин. Густота населення становила 28 осіб/км².  Було 20 помешкань (11/км²).
Расовий склад населення:
| - 79,6 % — корінних американців - 5,6 % — білих - 1,9 % — осіб інших рас |

До двох чи більше рас належало 13,0 %. Частка іспаномовних становила 3,7 % від усіх жителів.
За віковим діапазоном населення розподілялося таким чином: 31,5 % — особи молодші 18 років, 61,1 % — особи у віці 18—64 років, 7,4 % — особи у віці 65 років та старші. Медіана віку мешканця становила 33,0 року. На 100 осіб жіночої статі у переписній місцевості припадало 125,0 чоловіків;  на 100 жінок у віці від 18 років та старших — 105,6 чоловіків також старших 18 років.
Середній дохід на одне домашнє господарство  становив 76 883 долари США (медіана — 98 333), а середній дохід на одну сім'ю — 76 883 долари (медіана — 98 333). Медіана доходів становила 58 125 доларів для чоловіків та 43 750 доларів для жінок. 
Цивільне працевлаштоване населення становило 19 осіб. Основні галузі зайнятості: публічна адміністрація — 57,9 %, освіта, охорона здоров'я та соціальна допомога — 21,1 %, будівництво — 21,1 %.